# Szlak pieszy nr 186
 Szlak pieszy nr 186 – znakowany szlak turystyczny koloru czerwonego Osowa Góra - Sulęcinek w województwie wielkopolskim.
Szlak ten rozpoczyna się na wzniesieniu Osowa Góra, obchodzi południową stronę Jeziora Góreckiego w Wielkopolskim Parku Narodowym, mija stację kolejową Puszczykówko, prowadząc do Rogalina, a potem Kamionek. Przechodzi pomiędzy jeziorami Skrzynki Duże a Jeziorem Kórnickim, następnie mijając Zamek w Kórniku. Spomiędzy jezior Jeziory Małe, a Łękno trafia do Zaniemyśla. Następnie przez Czarnotki doprowadza do stacji kolejowej w Sulęcinku.